# مايكل زيجين
مايكل زيجين (بالإنجليزية: Michael Zegen)‏ هو ممثل أمريكي، ولد في 20 فبراير 1979 في الولايات المتحدة.

## أعمال

### أفلام
- (2009) أدفنتورلاند[4]
- (2012) فرانسيس ها[5]
- (2015) بروكلين

### مسلسلات
- السيدة مايزل الرائعة
- العرض المتأخر مع ديفيد ليترمان
- الموتى السائرون
- ذا غود وايف

## وصلات خارجية
- مايكل زيجين على موقع IMDb (الإنجليزية)
- مايكل زيجين على موقع ألو سيني (الفرنسية)
- مايكل زيجين على موقع ميوزك برينز (الإنجليزية)
- مايكل زيجين على موقع أول موفي (الإنجليزية)
- مايكل زيجين على موقع قاعدة بيانات الأفلام السويدية (السويدية)
- مايكل زيجين على موقع قاعدة بيانات الفيلم (الإنجليزية)
- مايكل زيجين على موقع كينوبويسك (الروسية)